# Leptotarsus (Longurio) helotus
Leptotarsus (Longurio) helotus is een tweevleugelige uit de familie langpootmuggen (Tipulidae). De soort komt voor in het Neotropisch gebied.